# Герб Супоївки
Герб Супоївки — геральдичний символ населених пунктів Богданівської сільської ради Яготинського району Київської області (Україна): Супоївки, Дзюбівки, Озерного і Черкасівки. Герб затверджений сесією сільської ради (автор — О. Желіба).

## Опис
У срібному полі на зеленому пагорбі реєстровий козак у синьому жупані з червоними вилогами, червоних шароварах, чорних чоботях, козацькій шапці з червоним верхом та чорним хутром, підперезаний золотим поясом, із чорною лядункою через ліве плече, срібною шаблею в піхвах при боці, що тримає на лівому плечі самопал. Щит накладено на бароковий картуш, що увінчаний золотою хлібною короною. Допускається використання герба без картуша та корони.
Допускається використання герба з рослинного декору та синьої стрічки з написом срібними літерами «СУПОЇВКА».

## Трактування
- Козак — згадка про реєстрових козаків, які у XVIII ст. заснували село Супоївка;
- картуш — декоративна прикраса, що виконана в стилі козацького бароко; згадка про те, що село було засноване саме в козацькі часи;
- золота хлібна корона — символ місцевого самоврядування й достатку мешканців села.